# هوندا آکورد (نسل نهم)
نسل نهم هوندا آکورد (انگلیسی: Honda Accord (ninth generation)) خودرویی است که در سال‌های ۲۰۱۲–۲۰۱۷ (۲۰۱۳–۲۰۱۹ در آسیا و از سال ۲۰۱۶ تا کنون در هند) در ماریسویل، اوهایو، سایاما، سایتاما، پرا ناکون سی آیوتایا، گوانگ‌ژو و ایالت ملاکا تولید شده‌است.
این خودرو در کلاس خودرو سایز متوسط قرار گرفته، طراحی آن خودروهای موتور جلو-محور جلو بوده طول آن در نسخه سدان ۲٬۷۷۶ میلیمتر (۱۰۹٫۳ اینچ) و عرض آن در نسخه سدان ۱٬۸۴۹ میلیمتر (۷۲٫۸ اینچ) و ارتفاع آن در نسخه سدان ۱٬۴۶۶ میلیمتر (۵۷٫۷ اینچ) است. سیستم جعبه‌دندهٔ آن ۶ و ۵ دنده به دو صورت خودکار و دستی است.